# Esomus malabaricus
Esomus malabaricus är en fiskart som beskrevs av Day, 1867. Esomus malabaricus ingår i släktet Esomus och familjen karpfiskar. Inga underarter finns listade i Catalogue of Life.